# Bereczky család
Bereczky Lajos (Börvely, 1889. június 18. – Börvely, 1973. január 20.) egy partiumi kis falu, Börvely bírója.
Dr. Bereczky Béla (Börvely, 1918. november 3. – Mátészalka, 2003. február 28.) Mátészalka szolgabírója, az 1956-os forradalom mátészalkai eseményeinek fontos szereplője. 
Mindketten a magyar történelem egy-egy jelentőségteljes szakaszának fontos szereplői.

## Életük
Bereczky Lajos gazdálkodó családban született, az erdélyi, Börvely nevű falucskában. Mivel roppant értelmes ember volt és igen jó szónok, megválasztották a falu bírójának, ami igen nagy tekintélynek számított abban az időben. Négy gyermeke született, akiket szorgalmas, becsületes emberként nevelt fel. 
Egyik fia, dr. Bereczky Béla szintén Börvelyben született, majd onnan Kolozsvárra került, ahol elvégezte jogi tanulmányait. Innen Mátészalkára sodorta ez élet, ahol tiszteletbeli szolgabíró lett. Akkoriban ez igen megtisztelő címnek számított. Bereczky Béla fontos szerepet töltött be az 1956-os forradalom idején, egyik szellemi vezetője volt a mátészalkai forradalmi történéseknek.

## Börvely
Bereczky Lajos az 1940-es évek elején volt az erdélyi Börvely falu bírója, egy igen zűrös politikai időszakban, amelynek során többek között döntés született arról is, hogy a falut Romániához csatolják, avagy továbbra is Magyarország része maradjon. Sajnos a témával kapcsolatban valótlanságokat lehet olvasni különböző művekben, amelyek hamis tényekre, mendemondákra alapozva fogalmaznak meg állításokat. Magyar Zoltán, Erdélyi népmondák I., II. című könyvének egy rövid fejezetében pl. arról lehet olvasni, hogy egy Bereczki nevű bíró volt az, aki úgy döntött, hogy Börvelyt Romániához csatolják. Az ilyen és ehhez hasonló állítások nemcsak valótlanságokat takarnak, de beárnyékolják a becsületes, magyarságához mindig hű Bereczky család nevét.
A valóság, amit az egész Bereczky család tud, és ami generációkon keresztül fennmaradt, a következő: amikor Bereczky Lajos megtudta, hogy Börvelyt Romániához akarják csatolni, azonnal elutazott Szatmárnémetibe, hogy ott járjon el a falu érdekében, és indítványozta, hogy Börvely továbbra is Magyarországhoz tartozzon. Javaslatát elutasították. Onnan Zilahra ment tovább, hátha ott kérése meghallgatásra talál, ám onnan is elhajtották, sőt, "magyarkodása" miatt letartóztatták, és hónapokig börtönben ült.
Bereczky Lajos mély magyar érzelmű ember volt, aki gyermekeit is ebben a szellemben nevelte.

## A mátészalkai járás forradalmi történései
Dr. Bereczky Béla fontos szereplője volt az 1956-os forradalom mátészalkai eseményeinek. A Forradalmi Bizottság titkára és egyben mozgatórugója lett. A megtorlások idején azonban meghurcolták, és 5 év börtönre ítélték. Bírósági tárgyalásán az a két kommunista vezető volt a koronatanú, akiket korábban Bereczky Béla mentett meg a feldühödött tömeg elől a mátészalkai Forradalmi Bizottság egyik ülésén, amelyre akkori pártvezetők is meg voltak hívva, hogy lássák, nem a hátuk mögött történnek a különböző döntéshozatalok. Az emberek tüntetést szerveztek, a Tanács háza elé vonultak, és követelték, hogy adják ki nekik a kommunista városvezetőket. Még az épületbe is betörtek. A felfordulás közepette Bereczky Béla volt az, aki a tömeg elé sietett, lecsillapította őket, a városvezetőket pedig elbújtatta, hogy életben maradhassanak. És bár ezt követően napokig jártak hálálkodni Bereczkynek, később mégis ellene vallottak a tárgyaláson, és így Bereczky Bélát ártatlanul, 5 év börtönre ítélték. A legszigorúbb börtönbe, Márianosztrára került, ahol végül 3 évet és 2 hónapot töltött. 1961. április 1-jén amnesztiával szabadult. 